# Davrasjön (Backaryds socken, Blekinge)
Davrasjön är en sjö i Ronneby kommun i Blekinge och ingår i Vierydsåns huvudavrinningsområde.